# 薩伏依的夏洛特
薩伏依的夏洛特（法語：Charlotte de Savoie，約1442年—1483年12月1日），法國王后，1461年至1483年在位。

## 家庭
1451年，夏洛特與法國國王查理七世的長子、日後的路易十一結婚，兩人共有1子2女：
1. 安妮（1461年—1522年），波旁公爵夫人
2. 讓娜（1464年—1505年），貝里公爵夫人
3. 查理（1470年—1498年），即法王查理八世